# 페터 요피히
페터 요피히(독일어: Peter Joppich, 1982년 12월 21일~)는 독일의 펜싱 선수로 주 종목은 플뢰레이다.

## 생애
요피히는 세계 펜싱 선수권 대회를 개인전에서 네 차례, 단체전에서 한 차례, 총 다섯 차례를 우승하였다. 가장 최근에 우승한 대회는 파리에서 열린 2010년 대회로, 결승전에서 당시 세계랭킹 1위였던 중국의 레이성을 15-11로 이겼다. 그는 2006년 세계 펜싱 선수권 대회와 2007년 세계 펜싱 선수권 대회에서도 안드레아 발디니를 각 대회의 결승전에서 15-9, 15-14로 꺾고 우승하였다. 이전에 그는 2003년 아바나에서 열린 2003년 세계 펜싱 선수권 대회에서도 우승하였다. 그가 첫 개인전 우승을 했을 당시 나이는 21세에 불과했다.
요피히의 성공은 전 독일의 펜싱 선수이자 올림픽 금메달리스트였던 울리히 슈레크의 도움으로 이루어졌다. 10년 넘게, 슈레크 코치는 요피히가 본의 연방 훈련 센터에서 훈련할 때부터 코치를 맡았다. 그는 2004년 아테네, 2008년 베이징, 2012년 런던의 하계 올림픽에도 참가하였으나, 화려한 실적을 올렸던 세계선수권 대회와는 다르게 단 한번도 개인전에서 파이널 피스트에 오르지 못하였다. 2012년 하계 올림픽의 남자 플뢰레 개인전의 16강전에서 그는 이집트의 알라엘딘 아부엘카셈에게 10-15로 완패하며 조기 탈락 하였으나, 단체전에서 미국을 45-27로 꺾고 동메달을 획득하였다.